# Saint-Thurin
Saint-Thurin è un comune francese di 226 abitanti situato nel dipartimento della Loira della regione dell'Alvernia-Rodano-Alpi.
Dal 1º gennaio 2019 si è fuso con il comune di Saint-Julien-la-Vêtre per formare il nuovo comune di Vêtre-sur-Anzon.

## Società

### Evoluzione demografica
Abitanti censiti